# 艾因伊萨
艾因伊萨（庫德語：Bozanê，阿拉伯语：‎，羅馬化：Ayn Issa，意为“耶稣之泉”）是叙利亚拉卡省泰勒艾卜耶德区的一个城镇。它位于靠近叙利亚与土耳其边境的城镇泰勒艾卜耶德和省会拉卡之间。穿过这座城市的M4高速公路连接了阿勒颇省和哈塞克省。艾因伊萨现为北部和东部叙利亚自治行政区（罗贾瓦）的首府。